# Гребеножко Олександр Володимирович
Олександр Володимирович Гребеножко (3 липня 1953 ) — радянський футболіст, нападник.

## Футбольна кар'єра
Розпочинав грати у КФК за «Шахтар» (Красний Луч).Перший клуб на рівні команд майстрів — команда другої ліги «Старт» (Ангарськ), в якій провів один сезон, після чого у 1972—1974 роках грав у свердловському «Уралмаші» в першій лізі.
У 1975 перейшов в ленінградський «Зеніт», де за три роки зіграв 33 гри в усіх турнірах і забив один м'яч.
Кар'єру в командах майстрів закінчив в київському СКА (1978—1982), після чого грав у Польщі на аматорському рівні.
Виступав за молодіжну збірну СРСР.

## Освіта
- 1970 року закінчив РСШІ (Республіканську спортивну школу інтернат) м. Київ
- 1985 року закінчив Київський державний інститут фізичної культури за спеціальністю: Викладач фізичної культури і спорту[1].

## Особисте життя
Брат Ігор 1954 року народження, грав у другій лізі за «Локомотив» Вінниця (1976—1978) і «Дніпро» Черкаси (1979). Син Олександр також був професіональним футболістом.